# Hrast medunac
Hrast medunac (Quercus pubescens) je bjelogorično drvo iz roda hrastova, porodice Fagaceae. 

## Rasprostranjenost
Hrast medunac je submediteranska vrsta, a raste od obala Mediterana duboko u kontinent. Rasprostire se od Zapadne Europe do zapadne Azije. Optimalno mu je područje submediteransko, koje karakteriziraju suha i vruća ljeta te hladne zime s malo kiše. U Zapadnoj i Središnjoj Europi ograničen je na područja sa submediteranskom mikroklimom. U Hrvatskoj je autohtona vrsta. Raste u priobalnom jadranskom području iznad šume hrasta crnike te u toplim predjelima kontinentalnog dijela, tj. na južnim padinama s vapnenastom geološkom podlogom. U hladnijem dijelu jadranskog područja u Hrvatskom primorju i istočnoj obali Istre, gdje ne dolazi prirodno crnika, hrast medunac uspijeva i u priobalnom pojasu.

## Izgled
Hrast medunac je do 20 m visoko drvo. Promjer debla u prsnoj visini je i preko 2 m. Deblo mu je većinom nepravilna rasta. Kora je tamno-siva, uzdužno i poprečno ispucala. Pupovi su jajoliki, slabije dlakavi. Izbojci su pustenasti. Lišće je obrnuto jajoliko, 6 – 12 cm dugo, tupih i grubo nazubljenih lapova, u početku s obje strane, a kasnije samo odozdo pustenasto. Ženski cvjetovi i plodovi gotovo sjede (kao kod hrasta kitnjaka). Žir je oko 2 cm dug, rub kupule je nepravilno nazubljen, ljuske čvrsto prilegle, a kupula pustenasta. Kod hrasta medunca postoji velik broj formi.

## Ekološka svojstva
Za uspijevanje treba više vode od hrasta crnike i manje je osjetljiv na mrazeve i zimske studeni.  Hrast medunac, koji raste na Medvednici razlikuje se od onih u Hrvatskom primorju. Hrast medunac iz Medvednice treba više vode i podnosi niže temperature zraka i tla. Kod pošumljavanja, treba paziti na porijeklo sjemena. Tla u kojima uspijeva su plitka i suha. Ako raste u dubokim i dobrim tlima postiže značajne dimenzije, no rijetko raste u takvim tlima. Raste na krševitim, vapnenastim i prisojnim terenima. Za uspijevanje treba puno svjetla i topline. Njegov korijenski sustav je vro prilagodljiv uvjetima u tlu. Korijenska mreža je široka i duboko se pruža izvan žilišta stabla. Jako je malo gospodarskih šuma hrasta medunca. To su uglavnom degradirane šume, šikare ili kamenjare. Šume hrasta medunca imaju turističku vrijednost te popravljaju hidrološke prilike i povećavaju količine pitke vode.